# 67 (število)
67 (sédeminšéstdeset) je naravno število, za katero velja velja 67 = 66 + 1 = 68 - 1.

## V matematiki
- tretje iregularno praštevilo.
- šesto srečno praštevilo.
- osmo Ramanudžanovo praštevilo.
- Gaussovo praštevilo brez imaginarnega ali realnega dela oblike {\displaystyle 4n+3}.
- 67 = 7 + 11 + 13 + 17 + 19.
- pri delitvi kroga s samo enajstimi daljicami je največje število likov, ki jih lahko dobimo, enako 67.

## V znanosti
- vrstno število 67 ima holmij (Ho).

## Drugo

### Leta
- 467 pr. n. št., 367 pr. n. št., 267 pr. n. št., 167 pr. n. št., 67 pr. n. št.
- 67, 167, 267, 367, 467, 567, 676, 767, 867, 967, 1067, 1167, 1267, 1367, 1467, 1567, 1676, 1767, 1867, 1967, 2067, 2167